# América Anglosajona
Anglo-América o América Anglosajona es el término que se utiliza para designar a los países del continente americano en donde el idioma oficial o mayoritario es el inglés, y que fueron antiguas colonias británicas; entre ellos se incluye a Estados Unidos y Canadá, a diversos países caribeños (Anglocaribe) y algunos otros del territorio continental. El término angloamericano es opuesto al de latinoamericano, relativo a América Latina, países americanos donde la lengua oficial o mayoritaria es una lengua romance (español, portugués o francés).
Amplios territorios ubicados dentro de Estados Unidos de América tienen una fuerte presencia del idioma español, como California, Nuevo México, Arizona, Texas, Nevada, Utah, Colorado, Wyoming, Florida, Luisiana y partes de Canadá fueron colonias francesas, y no son, por lo tanto, parte de la colonización británica de América. De hecho, en Quebec el francés es el único idioma oficial, además de la hablada por la mayoría de la población según el censo del 2006, y en otras regiones hay lenguas latinas en cooficialidad con el inglés. 
Por otra parte, existen varios territorios y naciones de América que también fueron colonias británicas, como Belice en América Central; Guyana, las Islas Malvinas en América del Sur; Barbados, Jamaica y otros países del Caribe, que normalmente son excluidas del término al hacer el paralelismo equívoco con América del Norte (solo incluyendo a Estados Unidos y Canadá; excluyendo a México), siendo estos dos países los que forma la América Norteña. Para referirse únicamente a los territorios caribeños de habla inglesa, se usa el término Anglocaribe. Además, para nombrar a los estadounidenses, y debido al impacto geopolítico de su país, en distintas partes del mundo se utilizan términos que son de uso general para todo el continente de América, por ejemplo, llamándolos norteamericanos en Hispanoamérica o en América Latina, o simplemente americanos en el Reino Unido y Europa.

## Países y dependencias
A continuación se muestra una breve descripción de cada uno de los países y dependencias que integran la América Anglosajona, incluyendo a los que no se les describe usualmente con el término de América Anglosajona, pero que hablan inglés:

### Anguila
Anguila (Anguilla, en inglés) es un territorio británico de ultramar localizado en el Mar Caribe, específicamente en el extremo norte de las islas de Sotavento, en las Antillas Menores, siendo su capital The Valley. El archipiélago comprende la isla de Anguila y algunos islotes cercanos, posee fronteras marítimas con la isla de San Martín, que forma parte del departamento francés de Guadalupe al sudeste. Al oeste se encuentran las Islas Vírgenes Británicas.

### Antigua y Barbuda

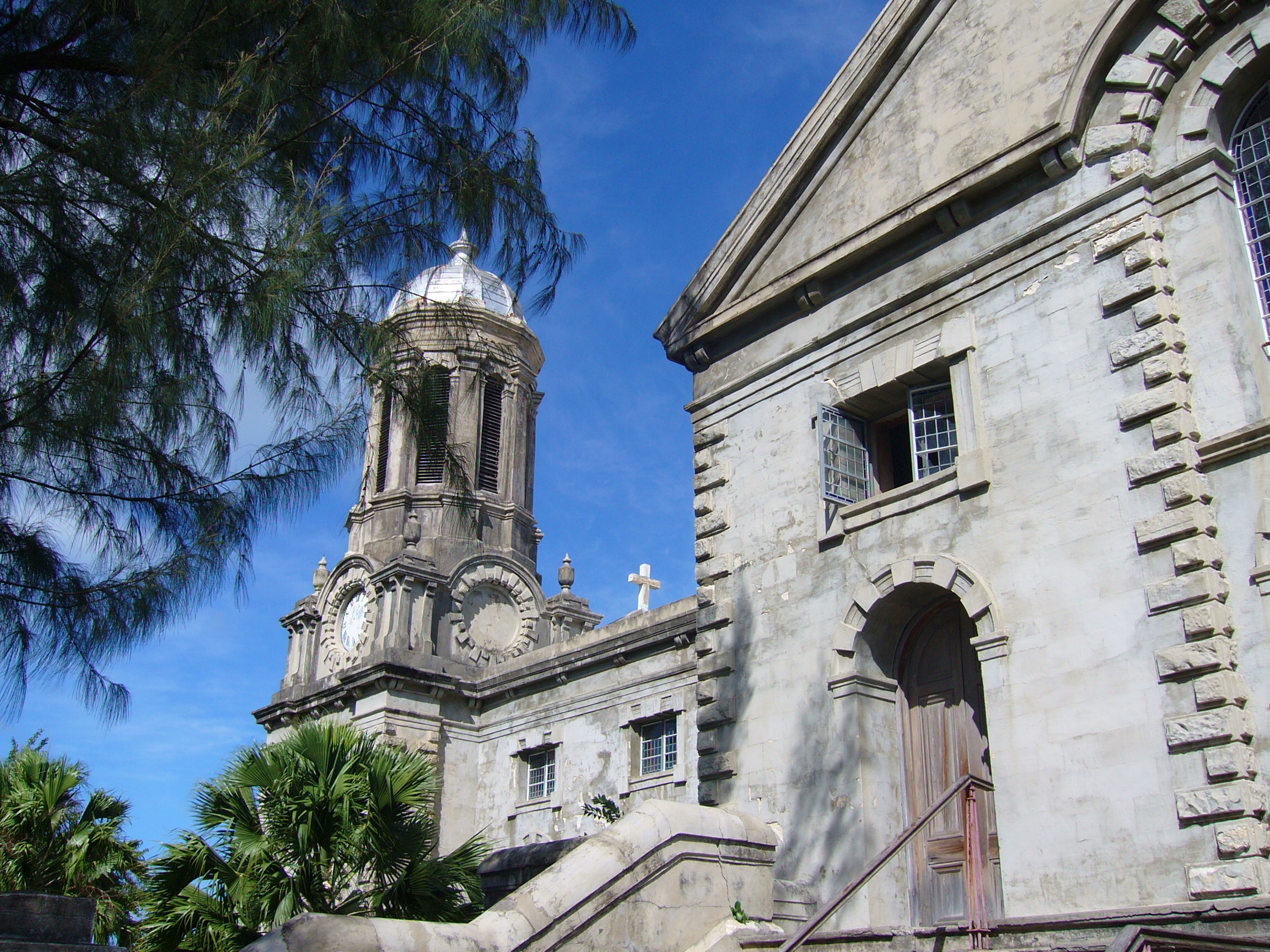
La Catedral de San Juan de St. John's.

Antigua y Barbuda es una nación formada por un conglomerado de islas situada al este del mar Caribe. Forma parte de las pequeñas Antillas con la isla de Guadalupe (Francia) al sur, Montserrat al sudoeste, San Cristóbal y Nieves en el oeste y  San Bartolomé al noroeste.

### Bahamas

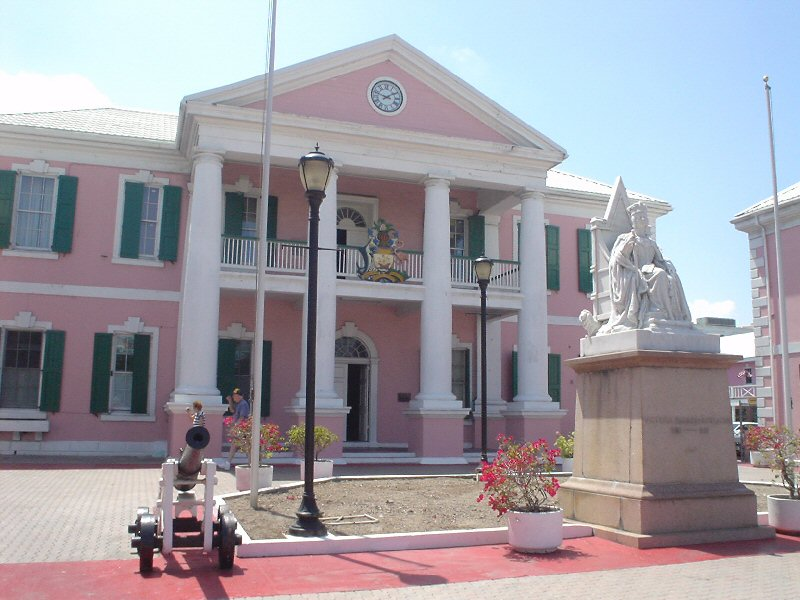
El parlamento de la mancomunidad en Nasáu.

La Mancomunidad de las Bahamas es un estado independiente ubicado en las Antillas. Bahamas es un archipiélago de 700 islas y de 2400 cayos. Estos cayos y estas islas ubican en el océano Atlántico, al este de la Florida (Estados Unidos), al norte de Cuba y de las otras islas del mar Caribe, al oeste de las Islas Turcas y Caicos que pertenecen al Reino Unido. El idioma oficial es el inglés.

### Barbados

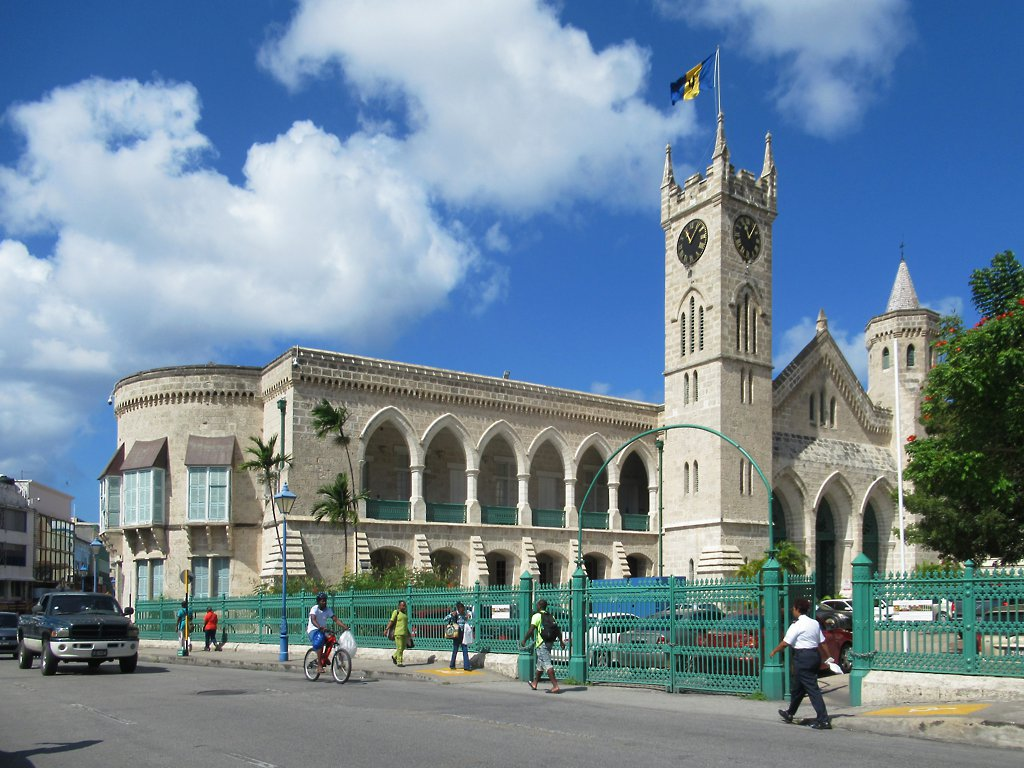
Parlamento en Bridgetown.

Barbados es una isla nación situada en el mar Caribe. Es una de las Antillas Menores.
El nombre de Barbados proviene del explorador portugués llamado Pedro Campos que en 1536 la llamó Os Barbados ("Los Barbudos", en español). El nombre le viene a la isla por la apariencia de las higueras que hay en ella, que tienen largas raíces aéreas colgando, que le recordaban barbas. Desde las observaciones de Campos en 1536 y 1550, los conquistadores españoles capturaron muchos caribes utilizándolos como esclavos en plantaciones. Otros caribes huyeron de la isla con distintos destinos.
Los marinos ingleses que llegaron a Barbados en la década de 1620, desembarcando en el actual Holetown, encontraron la isla deshabitada. Desde la llegada de los primeros colonos británicos entre 1627 y 1628 hasta su independencia en 1966, Barbados estuvo ininterrumpidamente bajo control británico. Sin embargo, la isla siempre disfrutó de una gran autonomía local: su asamblea comenzó a funcionar en 1639. Entre las primeras figuras ilustres de la misma cabe destacar a Sir William Courten.

### Belice

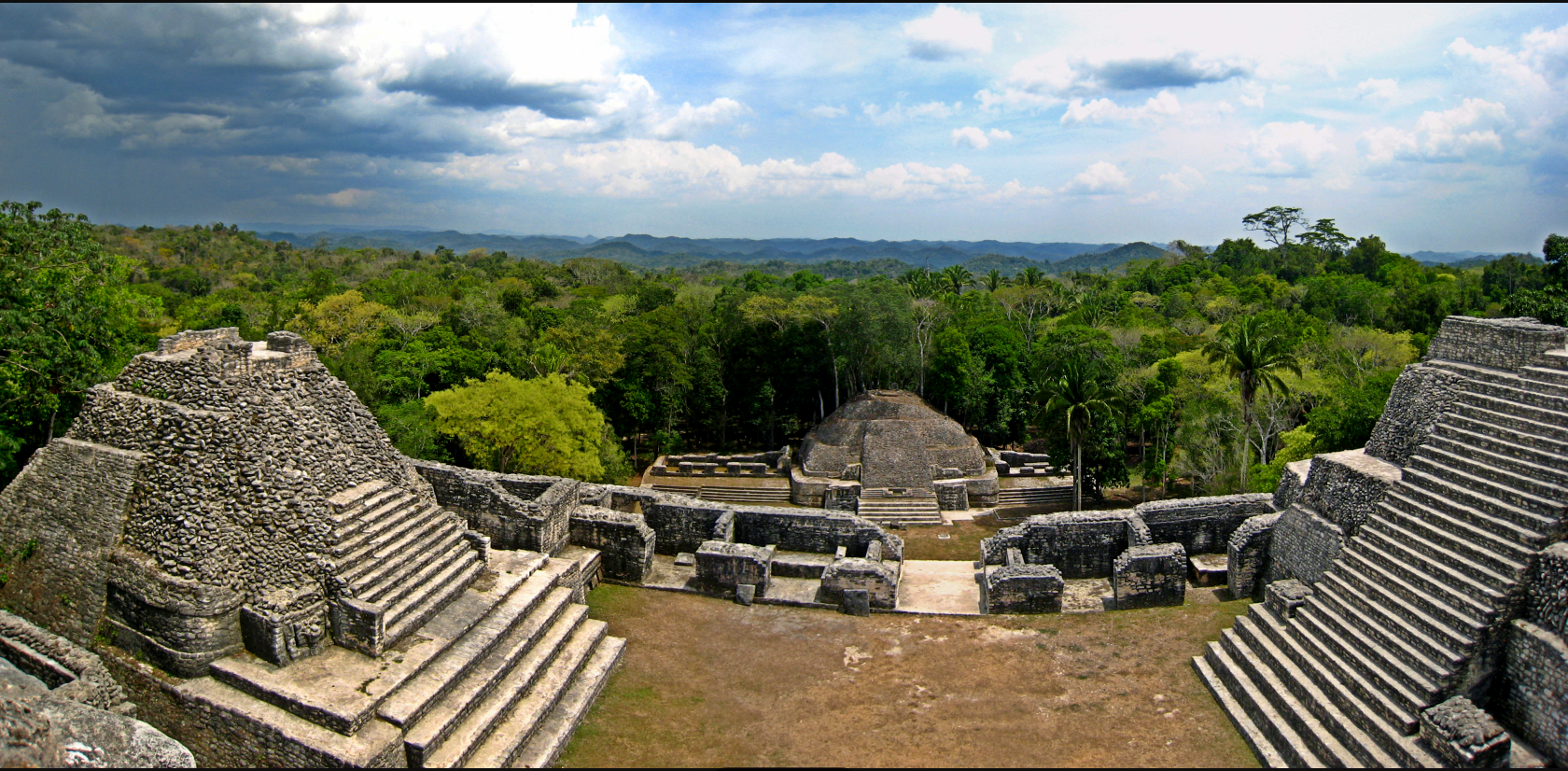
Templos y pirámides mayas en Caracol.

Belice es un país en la América Central y ribereño del Mar Caribe, que limita con México al norte y con Guatemala al oeste y al sur. Separada de Honduras por 75 km de distancia en el punto más cercano entre las dos naciones por el Golfo de Honduras, al este. Belice era anteriormente conocida como Honduras Británica y el nombre coloquial procede de la Ciudad de Belice (Belize City) y del río Belice. La Ciudad de Belice es la más grande del país, el puerto principal y su antigua capital, habiendo sido reemplazada por Belmopán.  El idioma mayoritario es el castellano.

### Bermudas

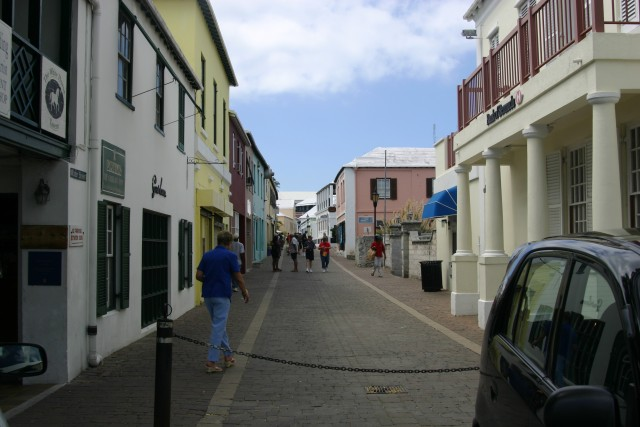
Una calle típica en St. George's. La ciudad es un Patrimonio de la Humanidad.

Bermudas (Bermuda, en inglés) es un archipiélago de América del Norte en el océano Atlántico que forma parte del Territorio Británico de Ultramar.
Se atribuye su descubrimiento a Juan Bermúdez, de Palos de la Frontera (Huelva, España), a principios del siglo XVI, probablemente en 1503.

### Islas Caimán
Las Islas Caimán (en inglés, Cayman Islands) son un Territorio de Ultramar dependiente del Reino Unido y ubicado al noroeste de Jamaica, entre la isla de Cuba y la costa de Honduras, en aguas del Mar Caribe. Fueron colonizadas por exploradores británicos entre los siglos XVIII y XIX y comenzaron a ser administradas por el gobierno de Jamaica a partir de 1863. Cuando Jamaica consiguió su independencia en 1962 las Islas Caimán pasaron a ser administradas como territorio del Imperio Británico.
Políticamente se dividen en 8 distritos: Creek, Oriental, Central, South Town, Spot Bay, Stake Bay, West End y Occidental, los cuales son administrados desde la ciudad de George Town. Desde el 23 de noviembre de 2005 el Gobernador General es Stuart Jack, quien es el encargado de presidir el parlamento unicameral de la isla compuesto por 18 miembros, de los cuales 15 son elegidos y 3 son designados por un Consejo Ejecutivo. 
Los partidos políticos existentes en la isla son la Alianza Democrática Popular, el Partido Independiente, el Movimiento Progresista Popular y el Partido Demócrata Unido.
La población de la isla asciende a casi 42 mil personas de acuerdo al cifras del año 2003.

### Canadá

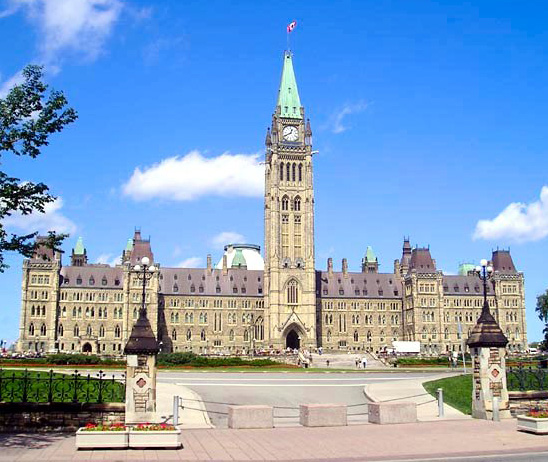
El capitolio de Canadá está fuertemente influenciado por el Palacio de Westminster en Londres.

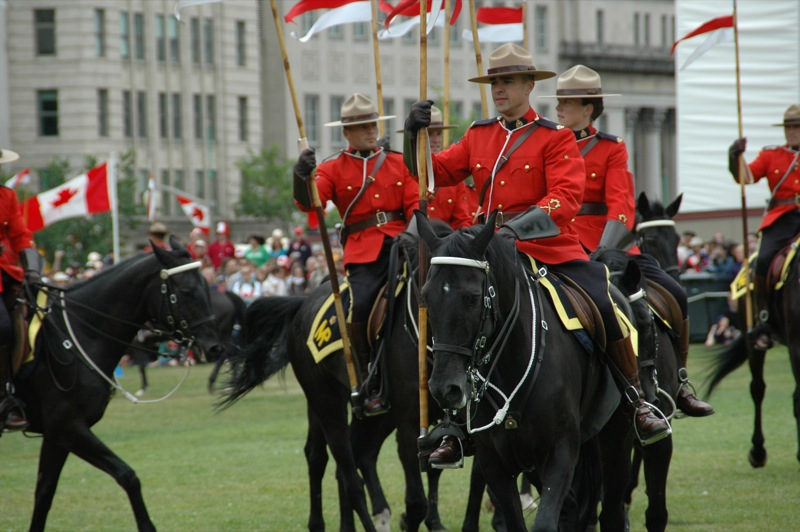
La Policía Real Montada del Canadá.

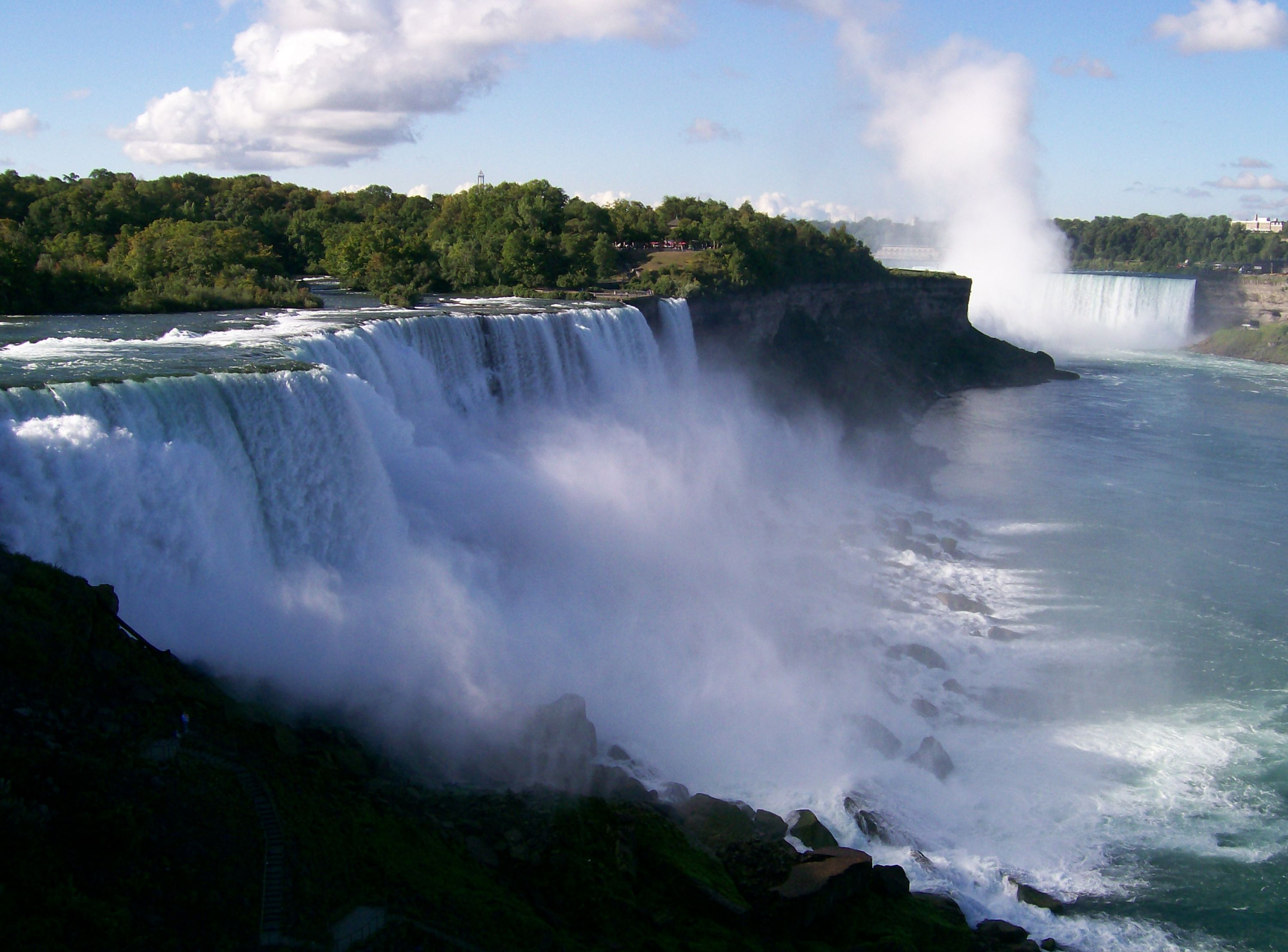
Cataratas del Niágara.

Canadá es el segundo país más grande (después de Rusia) y el más septentrional del mundo (sin incluir al territorio danés de Groenlandia), ocupando casi la mitad del territorio de Norteamérica. Es una confederación descentralizada de diez provincias y tres territorios, gobernada como una monarquía constitucional parlamentaria. Fue inicialmente constituida a través del Acta Británica de América del Norte de 1867 y llamada El Dominio del Canadá.
La capital de Canadá es Ottawa, sede del parlamento nacional y residencia del Gobernador General de Canadá (quien ejerce las prerrogativas reales delegadas por la Reina Isabel II, jefa de estado de Canadá) y el primer ministro (el jefe de gobierno).
Canadá fue fundada por el explorador francés Jacques Cartier en 1534, y tiene su origen en una colonia francesa en el territorio de lo que hoy es la ciudad de Quebec. Inicialmente, este territorio fue ocupado por los pueblos indígenas. Después de un período de la colonización inglesa, la confederación canadiense nació de la unión de tres colonias británicas, que se componían de los territorios de la Nueva Francia. Estos territorios fueron conquistados por los Británicos en 1760. Hoy Canadá es un Estado federal de diez provincias y tres territorios, que obtuvo la independencia del Reino Unido en paz en un proceso en el período 1867 a 1982.
Originalmente una unión de antiguas colonias francesas y británicas, Canadá es una monarquía de la Mancomunidad Británica y miembro tanto de la Francofonía como de la Mancomunidad Británica de Naciones, así como de la Organización del Tratado del Atlántico Norte (OTAN). Canadá es oficialmente un país bilingüe, con el idioma francés ampliamente extendido en las provincias orientales de Quebec y Nuevo Brunswick, en Ontario oriental y en comunidades específicas a lo largo de su parte occidental. El significado de ser un país bilingüe en Canadá se refiere a los servicios del Gobierno Federal. Es decir, el Gobierno Federal tiene la obligación de ofrecer servicios en los dos idiomas oficiales del país. Los ciudadanos canadienses suelen aprender los dos idiomas aunque el monolingüismo tanto en inglés como en francés es común. El inglés es el idioma más difundido en la mayor parte de la nación. El parlamento tiene representantes de cuatro partidos políticos principales.
Canadá es una nación desarrollada, industrial y tecnológicamente avanzada, ampliamente autosuficiente en energía gracias a sus relativamente extensos depósitos de combustibles fósiles, generación de energía nuclear y energía hidroeléctrica. Su economía se ha basado tradicionalmente en la abundancia de recursos naturales y el comercio, particularmente con los Estados Unidos, nación con la cual mantiene una larga y extensa relación. A pesar de poseer actualmente una economía ampliamente diversificada, la explotación de los recursos naturales sigue siendo un factor importante para muchas economías regionales.

### Dominica

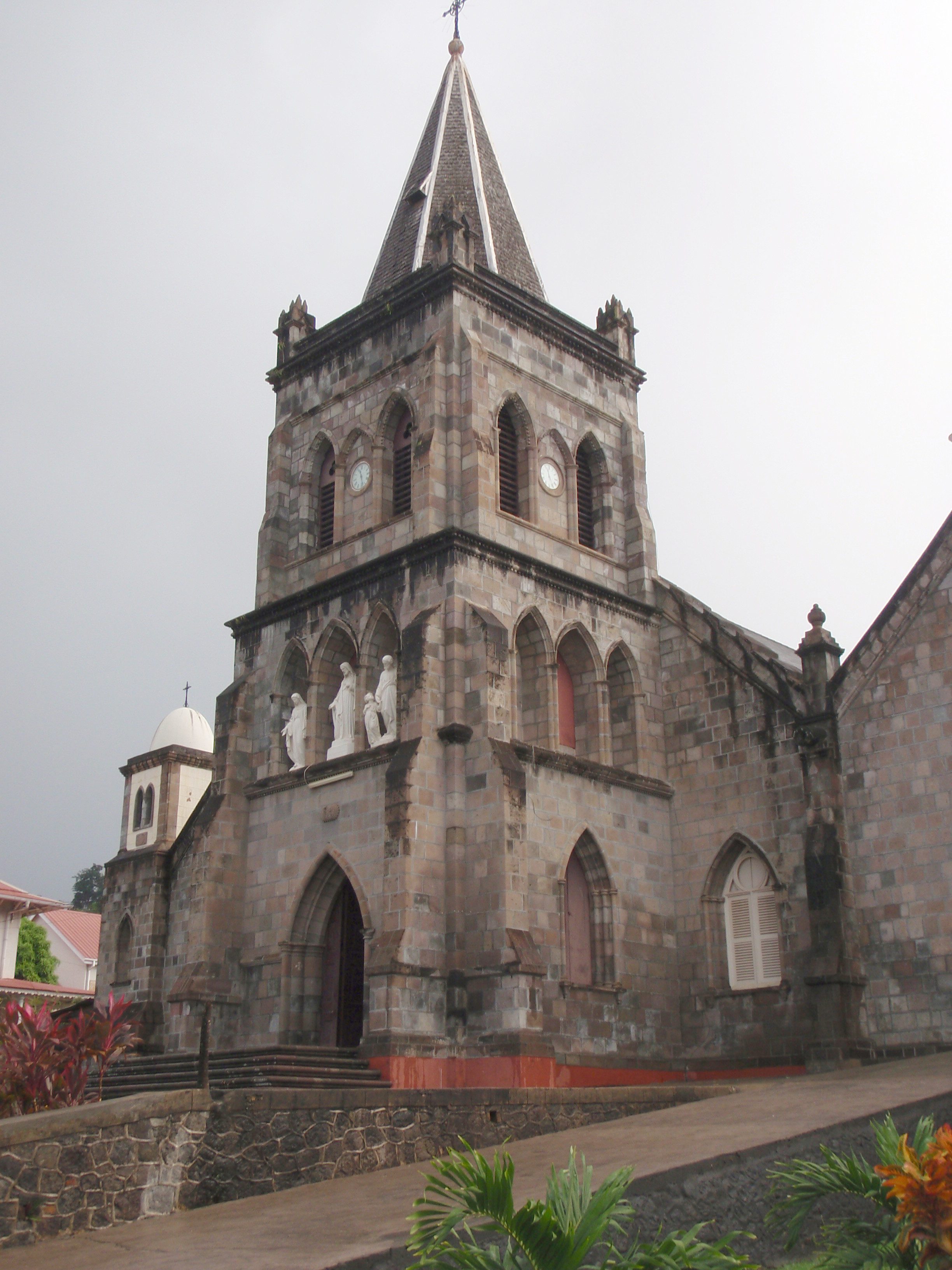
La catedral de Roseau.

La Mancomunidad de Dominica es una isla y un Estado del Mar Caribe, específicamente entre los territorios franceses de ultramar de Guadalupe al norte y Martinica al sur; pertenece a la Mancomunidad Británica de Naciones. No debe ser confundida con la República Dominicana, otra nación caribeña.

### Estados Unidos

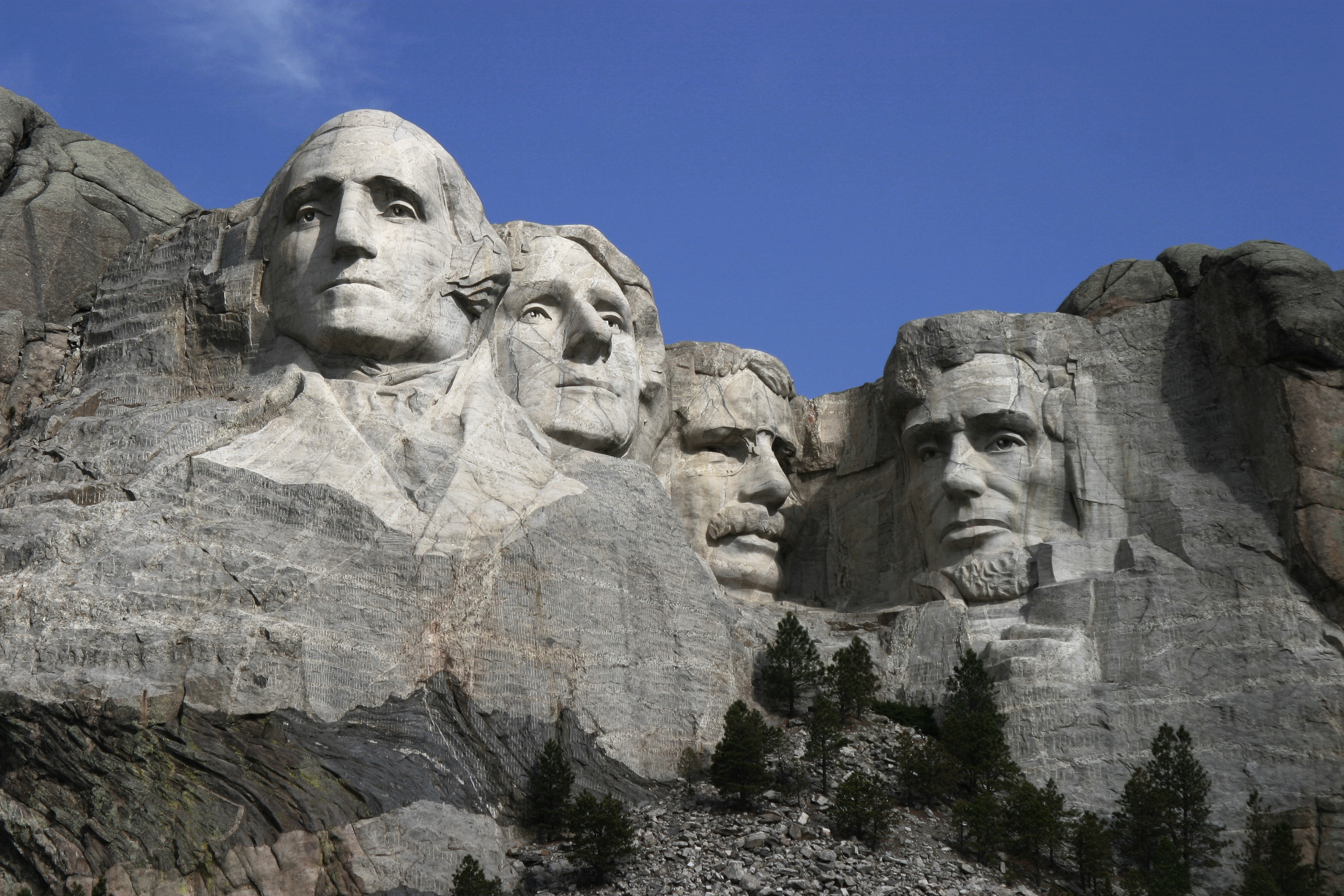
Cuatro presidentes estadounidenses están tallados en el Monte Rushmore.

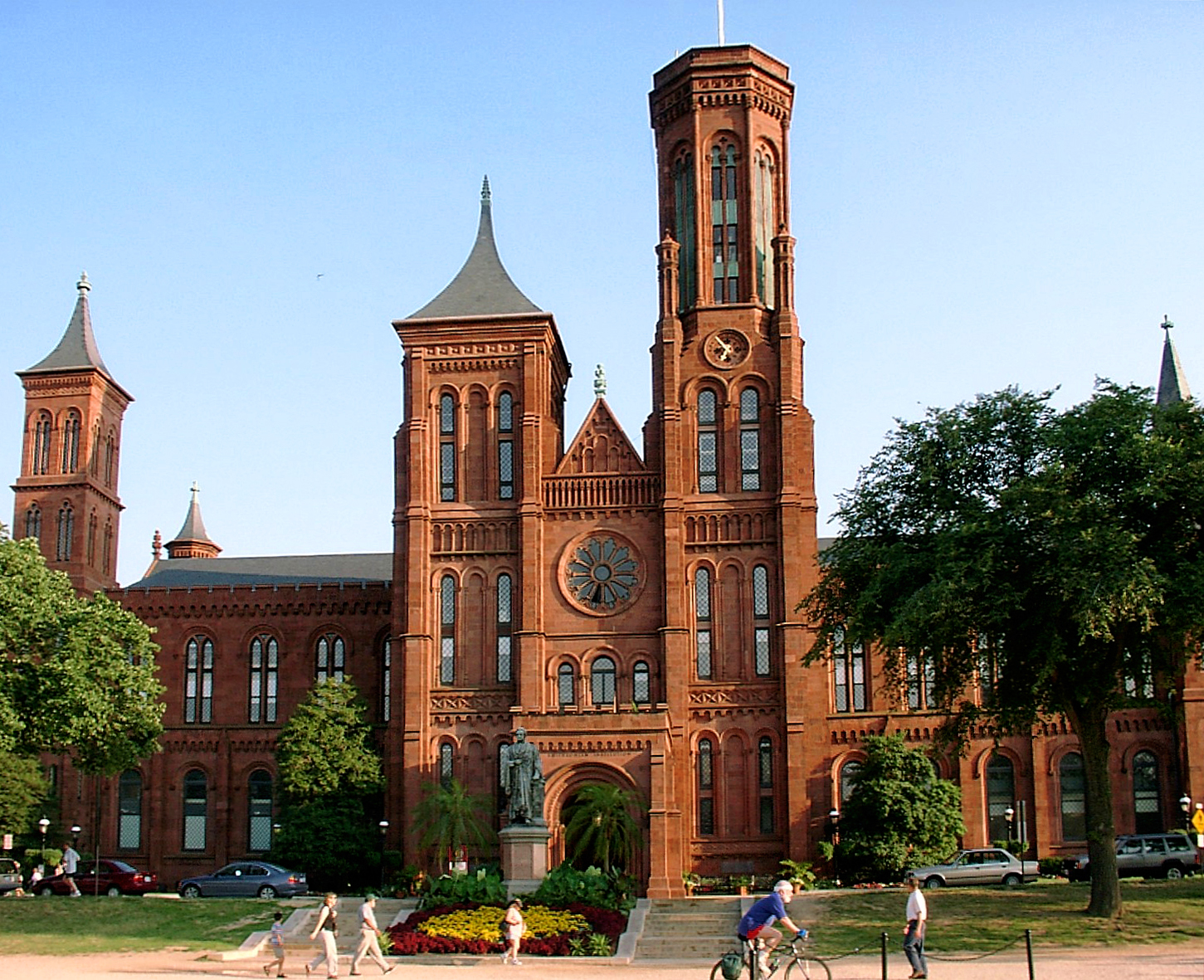
El Castillo Smithsonian es la sede del complejo más grande de museos del mundo.

Estados Unidos de América (United States of America en inglés) es un país ubicado en su mayor parte en Norteamérica conformado por 50 estados y un distrito federal. También tiene un estado y varios territorios dependientes ubicados en las Antillas y en Oceanía. Su forma de gobierno es el de un presidencialismo federal.
Cuarenta y ocho de los estados están en la región entre Canadá y México. A estos estados se les llama, más o menos formalmente, los Estados Unidos continentales, contiguos o incluso los 48 inferiores si se incluye Alaska —algunos[¿quién?] argumentan que en el contexto de los 48 inferiores, se debe excluir el Distrito de Colombia, ya que no forma parte de los 48 estados y a pesar de que a veces se integre en el uso común—.[cita requerida] El estado de Alaska está en la zona noroeste de Norteamérica, separada de los otros estados por el territorio canadiense de Columbia Británica. La capital federal, Washington, se sitúa en el Distrito de Columbia, entre los estados de Maryland al norte y Virginia al sur.
El archipiélago de Hawái, el estado número 50, se ubica en el continente de Oceanía al oriente del Océano Pacífico, este estado no es considerado como parte de América Anglosajona.
El nombre Estados Unidos de América fue propuesto por Thomas Paine y fue usado oficialmente por primera vez en la Declaración de Independencia, adoptada el 4 de julio de 1776. Se suele decir de forma abreviada Estados Unidos. En español, no es aceptable el empleo de Norteamérica como forma abreviada del nombre de este país, ya que hay otras naciones que comparten el subcontinente norteamericano.[cita requerida] De modo análogo, tampoco debe emplearse América para referirse en exclusiva a los Estados Unidos, aun cuando sea una costumbre muy extendida entre los anglohablantes emplear el nombre del continente como forma abreviada del nombre de la nación. 
Al escribirse la abreviatura de Estados Unidos, se suele cometer el error de escribirla USA o EUA en español; aunque la forma correcta de escribirlo es en dos partes de letras, seguidas por un punto y un espacio separándolas entre en medio: EE. UU. También en acuerdo a la ortografía, se aplica la regla cuando se abrevia «páginas» a pp.

### Granada
Granada (a veces referida en español como Grenada, su nombre inglés, para diferenciarse de otras regiones de igual denominación) es un país en el mar Caribe que tiene control de la parte sur de las Granadinas. Es el segundo país independiente más pequeño del hemisferio occidental (después de San Cristóbal y Nieves). Se encuentra en la zona sureste del mar Caribe, al norte de Trinidad y Tobago y de Venezuela, y al sur de San Vicente y las Granadinas.

### Guyana
La República Cooperativa de Guyana es un país del norte de América del Sur. Limita al norte con el océano Atlántico, al este con Surinam, al oeste con Venezuela y al sur con Brasil.
Las dos terceras partes del occidente del país son reclamadas por Venezuela, zona llamada por esta como Guayana Esequiba; también su otro vecino, Surinam, reclama para sí una parte del territorio oriental.

### Jamaica
Jamaica es una isla y país de las Grandes Antillas, de 235 km de largo y 56 km de ancho, situado en el mar Caribe. Está a 630 km del subcontinente centroamericano, se ubica al sur de Cuba y al oeste de la isla de La Española, en la que están Haití y la República Dominicana.

### Islas Malvinas
Las Islas Malvinas constituyen un archipiélago situado en el océano Atlántico Sur, en la plataforma continental de América del Sur, rodeadas por el mar epicontinental llamado mar Argentino, a una distancia mínima de 480 km de la Patagonia, a 772 km al noreste del cabo de Hornos, 1.080 km al oeste de las islas Georgias del Sur y a 940 km al norte de la isla Elefante en la Antártida.
Administradas por el Reino Unido a partir de su toma de posesión de las islas en 1833, constituyen en la actualidad uno de sus territorios de ultramar. La Argentina, por su parte, las reclama como parte integral e indivisible de su territorio y las incluye dentro de su provincia de Tierra del Fuego, Antártida e Islas del Atlántico Sur. La capital es Puerto Argentino/Stanley, siendo Stanley (antes Puerto Stanley) el nombre oficial británico y Puerto Argentino el argentino desde 1982.
La primera ocupación efectiva de las islas fue hecha por una compañía privada francesa, que luego reconoció la soberanía de la Corona de España, casi simultáneamente con un asentamiento británico y posteriormente, argumenta Argentina, pasaron a las Provincias Unidas del Río de la Plata, una vez que declararon su independencia de España. El 2 de enero de 1833, el Reino Unido tomó el control de las islas, desde entonces y hasta el día de hoy ha mantenido el control sobre las islas exceptuando un breve hiato durante la Guerra de Malvinas, en 1982. A su vez, durante el mismo período, la Argentina ha reclamado enérgicamente ante los organismos internacionales por lo que considera su legítima soberanía sobre las islas.
El archipiélago de las Malvinas está formado por algo más de doscientas islas, donde se destacan dos islas principales:
- Isla Gran Malvina, al oeste, tiene una superficie de 4377 km²
- Isla Soledad, al este, tiene una superficie de 6353 km²

Existen gran cantidad de pequeñas islas e islotes satélites, algunos de los cuales conforman verdaderos archipiélagos, tales como los de las islas Sebaldes o Sebaldinas al noroeste de la isla Gran Malvina y la pequeña isla Beauchene, a unos 55 kilómetros al sur del extremo meridional de la isla Soledad, la Punta del Toro o de la Marsopa.
Al sur de las Malvinas se encuentra a poca profundidad el Banco Burdwood o Namuncurá, en el cual las prospecciones indican la existencia de un rico conjunto de yacimientos mineros, incluyendo los de hidrocarburos.
El nombre "Malvinas" es una derivación de Malouines, topónimo que les habían dado los navegantes franceses y flamenconeerlandeses en referencia al puerto de Saint-Malo, en Francia, desde donde partían. El nombre de las islas en inglés fue acuñado por el navegante John Strong en honor a Anthony Cary, quinto vizconde Falkland, tesorero de la Real Armada Británica. A los residentes de las Malvinas se les conoce como kelpers; el nombre deriva de las algas que se encuentran alrededor de las islas, llamadas kelp en la lengua aonikenk (patagona). No obstante, los malvinenses prefieren llamarse islanders.

### San Cristóbal y Nieves
San Cristóbal y Nieves (en inglés Saint Kitts and Nevis) son dos islas unidas en la Federación de San Cristóbal y Nieves (en inglés Federation of Saint Kitts and Nevis o Federation of Saint Christopher and Nevis) que forman un país del norte antillano, en concreto de las Islas de Barlovento. Cristóbal Colón descubrió estas islas en su segundo viaje a América, llamando a la mayor San Cristóbal en honor al legendario mártir y Nieves a la segunda por el ampo de su cumbre (causado en realidad por las nubes, en vez de por la nieve).

### San Vicente y las Granadinas
San Vicente y las Granadinas es un país isleño en la cadena de las Antillas Menores del Mar Caribe. Su territorio de 389 km² consiste de la isla principal de San Vicente 32 islas de las Granadinas del norte. El país tiene una historia colonial británica y ahora es parte de la Mancomunidad Británica de Naciones y de la CARICOM.

### Santa Lucía
Santa Lucía (Saint Lucia, en inglés), es un pequeño país ubicado al norte de San Vicente y las Granadinas y al sur de la isla de la Martinica, en el Mar Caribe.
Es miembro de la Comunidad del Caribe, de la Organización de Estados Americanos y de la Mancomunidad Británica de Naciones.

### Trinidad y Tobago

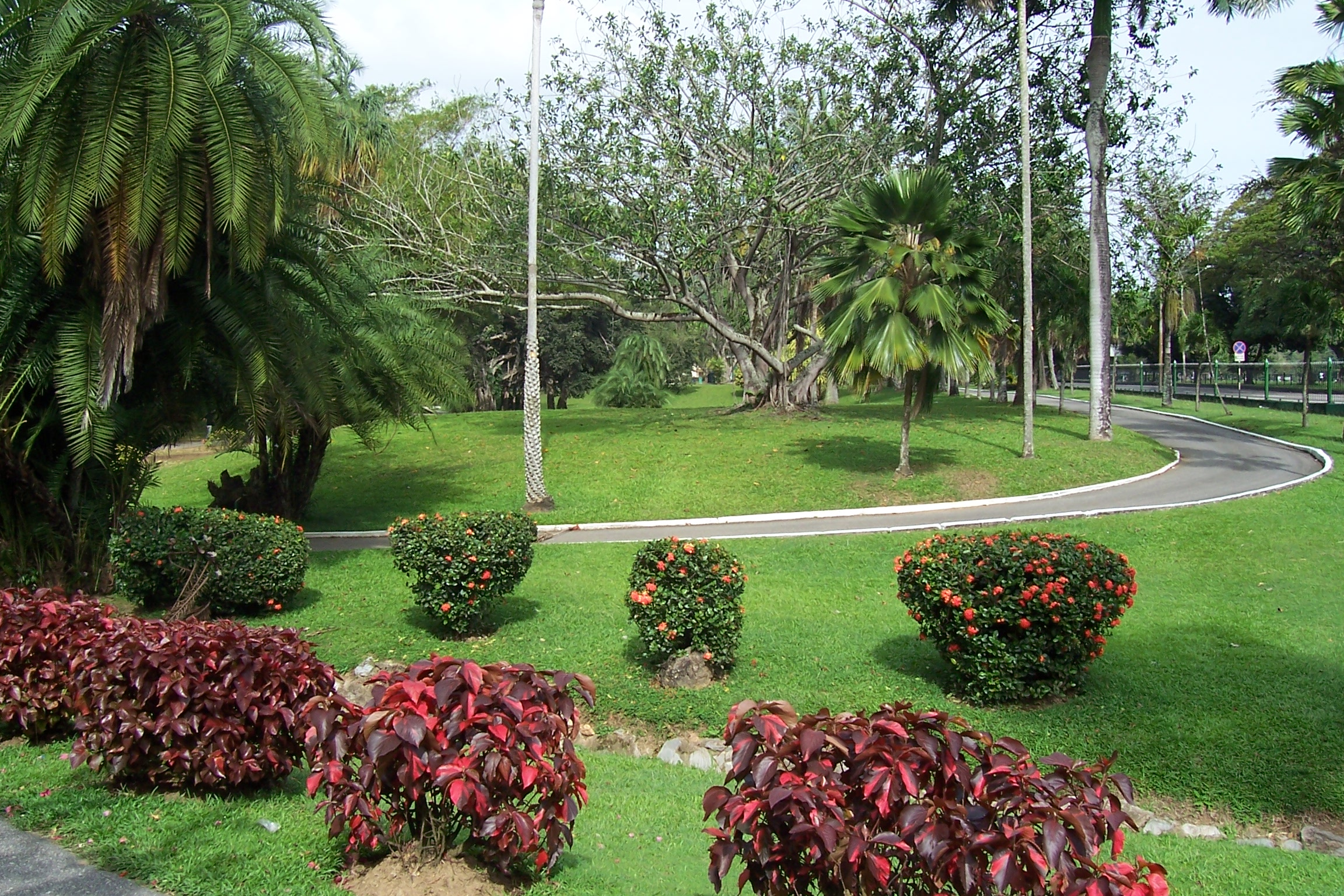
Jardín Botánico, Puerto España.

La República de Trinidad y Tobago es un estado independiente en el sur del Mar Caribe, cerca de la costa oriental de Venezuela. Consiste en dos islas principales, isla Trinidad y Tobago, además de 21 islas más pequeñas. La mayor es Trinidad, mientras que la isla de Tobago es mucho menor en tamaño.

### Islas Turcas y Caicos
Las Islas Turcas y Caicos (en inglés Turks and Caicos Islands) son un territorio de ultramar dependiente del Reino Unido y están ubicadas al norte de la isla La Española, donde se encuentran Haití y La República Dominicana, en aguas del Mar Caribe.Hasta el año de 1962 eran administradas por Jamaica, pero al conseguir ésta su independencia pasaron a depender del Gobernador General de las islas Bahamas. Cuando las Bahamas consiguieron su independencia en 1973 pasaron a constituirse como un territorio aparte y aunque en el año de 1982 el Reino Unido les concedió la independencia las islas dieron marcha atrás y prefirieron seguir gobernadas como un territorio dependiente de la Corona británica. 
El nombre de "Islas Turcas" se debe a la abundancia natural, en el archipiélago, de cierta especie de cactus cuya forma recuerda un fez turco.
Desde el 11 de julio de 2005 el gobernador (designado por la Reina) de las islas es Richard Tauwhare, quien actúa como jefe de Estado y supervisa las labores de un Consejo Legislativo compuesto por 17 miembros (15 elegidos por sufragio universal) en la ciudad de Cockburn Town, la capital del territorio. El jefe de gobierno es el Principal Ministro elegido, actualmente Michael Misick. Su partido, el Partido Nacional Progresista obtuvo 13 de 15 escaños en las últimas elecciones. La economía de las islas depende del turismo, la emisión de sellos postales, la pesca y de las inversiones extranjeras no tributables. La población asciende a unas 19.350 personas de las cuales el 90 % son de raza negra y el 86 % practican el cristianismo protestante. La moneda de curso legal es el dólar estadounidense.

### Islas Vírgenes Británicas
Las Islas Vírgenes Británicas (British Virgin Islands, en inglés) es un Territorio Británico de Ultramar localizado en el canal de Francis Drake, al este de Puerto Rico, en aguas del Mar Caribe.
El archipiélago está constituido por unas cuarenta islas, de las cuales once están habitadas. Las más grandes son Tórtola, Virgen Gorda, Anegada y Jost Van Dyke.
Las Islas Vírgenes Británicas están incluidas en la lista de las Naciones Unidas de territorios no autónomos.

### Islas Vírgenes de los Estados Unidos
Las Islas Vírgenes de Estados Unidos (United States Virgin Islands en inglés) son un grupo de islas ubicadas en el Mar Caribe, dependientes de Estados Unidos. Estas islas son parte del archipiélago de las Islas Vírgenes; está compuesto por cuatro principales islas (Santo Tomás, San Juan, Santa Cruz) y algunas islas menores. Las Islas Vírgenes de Estados Unidos están incluidas en la lista de las Naciones Unidas de territorios no autónomos. Es el único territorio estadounidense en donde se conduce por la izquierda.

## Lenguas
El idioma oficial de estos países es el inglés, que fue difundido en estas regiones por los colonizadores británicos, aunque en países como Estados Unidos y Canadá también se habla junto a otros idiomas. Estados Unidos tiene varias lenguas, sobre todo indígenas, aunque de la mayoría importante de idiomas, el español, es el segundo más hablado en ese país, y algunos estados reconocen al español junto con el inglés como lenguas oficiales. En Canadá, el inglés es lengua cooficial con el francés, siendo el francés el único idioma oficial de la provincia de Quebec. Además en Inuit Nunangat, las cuatro regiones inuit del norte de Canadá, el inuktitut está formalmente reconocido (término que agrupa todas las lenguas inuit) y es usado por la mayoría de hablantes como primera lengua, como lengua única o como preferida.
En otros países angloparlantes mantienen también el inglés como lengua oficial, aunque de este idioma germánico nació un dialecto conocido como criollo inglés. En Belice la lingua franca, aunque no reconocida oficialmente, es el criollo beliceño, además de que el español es ampliamente hablado por más de la mitad de la población beliceña. En Guyana se habla también criollo guyanés, que se encuentra ampliamente difundido junto al akawayo, waiwai, arawak y macushí. En Trinidad y Tobago se habla también el criollo francés del país, muy difundido en situaciones informales; el bhoshpuri, localmente conocido como hindi, idioma que se usa ampliamente en la música soca; el español se habla también en el sur del país, antiguamente se hablaba también "patois", pero actualmente es raramente oído. En Jamaica es ampliamente hablado el patois jamaiquino o criollo jamaicano, descrito en ocasiones como un ''inglés bastardo''.

## Demografía
Al igual que en Latinoamérica, la América Anglosajona también ofrece una amalgama de diferentes grupos étnicos a lo largo de la historia, lo cual encontramos las siguientes características, incluyendo los que no se encuentran en este término.
- Mestiza: El país con una mayoría de población mestiza es Belice, mezcla entre criollos europeos e indígenas, aunque los mestizos en este país resultaron principalmente de los españoles que se mezclaron en el país. También existe una minoría en Estados Unidos y Canadá, aunque mezcla de los colonizadores británicos, irlandeses y franceses.

- Criollos: Los únicos países que tienen una población mayormente caucásica de origen europeo son Canadá[46] y Estados Unidos,[42] estas disimilitudes étnicas con el resto del continente se dieron gracias a los programas sociales implementados para promover la inmigración de países europeos, desde su origen Estados Unidos y Canadá recibieron oleadas de colonizadores de origen británico, irlandés, sueco, alemán, y neerlandés, que forjaron los primeros tiempos de estos estados modernos, a los que luego se les sumó la oleada inmigratoria europea hacia América.

- Afroamericanos: Los países con una población mayormente africana o mulata son Bahamas, Jamaica, Guyana, Trinidad y Tobago y el resto de las Antillas Menores que fueron colonias británicas. En Canadá y los Estados Unidos, también hay un grupo importante de piel negra[42] y mulata. En Estados Unidos el racismo aún es fuerte contra este grupo étnico.

- Inmigrantes del siglo XX y XXI en su mayoría: también existe una minoría importante de inmigrantes asiáticos del Extremo Oriente (chinos, japoneses, filipinos, taiwaneses, etc.) y de Oriente Medio (árabes, turcos y judíos o israelíes), asentados principalmente en Canadá[46] y los Estados Unidos,[42] en este último país la inmigración judía ha sido importante, en las últimas décadas con el atentado del 11 de septiembre de 2001 y la invasión de Irak, la inmigración se ha complicado para ciertos inmigrantes como para los provenientes de Oriente Medio, hoy en día se ha mostrado un racismo contra estos ciudadanos.

También la inmigración latinoamericana ha sido importante en Estados Unidos, la mayor parte de ellos proceden de México, Cuba, Puerto Rico, República Dominicana, Guatemala, El Salvador, Honduras y Nicaragua. Para algunos la residencia legal ha sido reconocida, mientras que para otros la situación se ha complicado con respecto a las deportaciones.

## Religión
La religión que más se profesa en esta región es el protestantismo, aunque en países como Canadá y Estados Unidos existe una amplia libertad de cultos. En algunos de estos países está en segundo lugar la religión católica, profesada por una minoría importante de la población que fue introducida por los misioneros irlandeses, aunque en el suroeste de los Estados Unidos y en Florida. En Canadá, la religión más profesada es el catolicismo, mientras que el protestantismo se ubica en segundo lugar.

## Economía
Los únicos países de esta región que tienen muy bien establecida su economía son Canadá y Estados Unidos, sobre todo el último país, Estados Unidos, que es el país que maneja casi toda la economía mundial. Aunque su moneda circulante, el dólar, tiene como rivalidad o competencia el euro, que ha hecho que esto afecte un poco a la subida del dólar.

## Pobreza
En Bahamas, Belice, Guyana, Jamaica, Trinidad y Tobago y otros países de las Antillas Menores, similar a la de América Latina, y en las dependencias o colonias británicas y estadounidenses predomina la pobreza. En este tiempo se daban diferentes movimientos como la minería y la agricultura y también se maneja la pesca.